# PTPRN

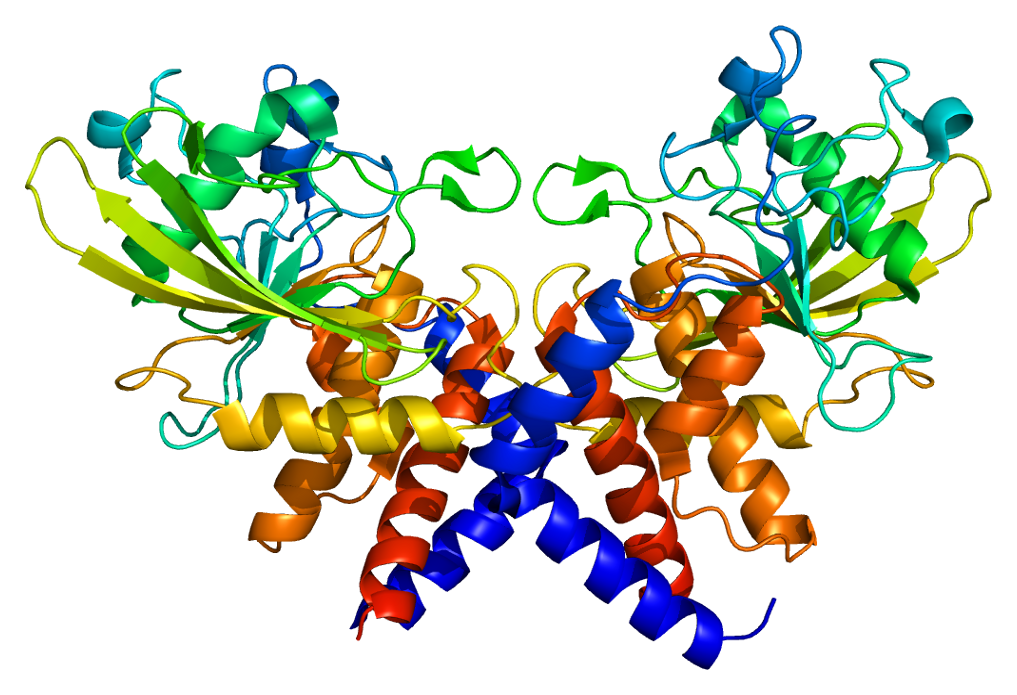
PTPRN

Receptor-tyrosin-fosfatázový-protein-N, taktéž nazývaný „IA-2“, je enzym, který je u lidí kódován genem PTPRN.

## Přehled
Protein IA-2 kódovaný genem PTPRN je členem rodiny proteinových tyrosin fosfatáz (PTP) a podrodiny PTPRN. PTP jsou známé jako signální molekuly, které regulují řadu buněčných procesů včetně buněčného růstu, diferenciace, mitotického cyklu a onkogenní transformace. Tato PTP má extracelulární oblast, jednu transmembránovou oblast a jednu katalytickou doménu, a proto představuje PTP receptorového typu. Bylo zjištěno, že tento PTP je autoantigen, který je reaktivní se sérem pacientů s inzulin-dependentním diabetem mellitus (IDDM), a proto může být potenciálním cílem autoimunity při diabetu mellitus.

### Struktura
IA-2 a IA-2b patří do rodiny molekul proteinových tyrosin fosfatáz (PTP). IA-2 je transmembránový protein s 979 aminokyselinami, kódovanými genem na lidském chromozomu 2q35. Podobně má příbuzný IA-2b 986 aminokyselin a nachází se na lidském chromozomu 7q36. IA-2 je syntetizován jako pro-protein o 110 kDa, který je pak upravován posttranslačními modifikacemi na 130 kDa protein.
IA-2 a IA-2b sdílejí 74 % identity v intracelulárních doménách, ale pouze 27 % v extracelulárních doménách.
Protein IA-2 je exprimován hlavně v buňkách neuroendokrinního původu, jako jsou pankreatické ostrůvky a mozek. Protein IA-2 je lokalizován v membráně sekrečních granulí pankreatických β-buněk.

### Funkce
I když IA-2/b má podobnou strukturu jako jiné PTP, ale je zde aminokyselinová náhrada v poloze 911 (Asp pro Ala), která je nezbytná pro enzymatickou aktivitu. Tyto proteiny tak nevykazují enzymatickou aktivitu a jejich funkce zůstává nejasná. Mohou hrát roli v sekrečních drahách inzulínu, třídit proteiny nebo regulovat jiné PTP.

### Autoantigen u diabetu 1. typu
IA-2 je druhým hlavním autoantigenem u diabetu 1. typu. Autoprotilátky IA-2 se v době diagnózy nacházejí u 78 % diabetiků 1. typu. Ukázalo se, že autoprotilátky reagují výhradně s intracelulární doménou, také nazývanou juxtamembrána, ale nikoli s extracelulární doménou IA-2/b.
Předpokládá se, že primárním autoantigenem z rodiny PTP u diabetu 1. typu je IA-2 a nikoli IA-2b. Oblast juxtamembrány u IA-2 je pravděpodobně časným cílem protilátky. Následuje šíření epitopů, k čemu pravděpodobně dochází v časném rozvoji onemocnění.

### Autoprotilátky u diabetu 1. typu
Autoprotilátky namířené proti buňkám pankreatických ostrůvků se objevují roky před vznikem hyperglykémie, proto se tyto autoprotilátky používají k predikci diabetu 1. typu.
Autoprotilátky z ostrůvkových buněk jsou detekovány v séru, včetně ICA (autoprotilátky proti cytoplazmě ostrůvkových buněk), IAA (autoprotilátky proti inzulínu), GAD (dekarboxyláza kyseliny glutamové), IA-2 (protein 2 spojený s inzulinomem) a ZnT8 (transportér zinku pro ostrůvky beta buňky).
Není však jasné, zda existuje primární autoantigen a imunitní reakce proti jiným molekulám je výsledkem šíření sekundárního antigenu, nebo zda primární cíl představuje více molekul.
První autoimunitní cíle jsou obvykle namířeny proti inzulínu nebo GAD a je jedinečné pozorovat IA-2 nebo ZnT8 jako první autoprotilátky. Co způsobuje výskyt prvních autoprotilátek zacílených na β-buňky není jasné.
Protilátka IAA se obvykle objevuje z kraje života, průměrný věk je 1,49. Přítomnost GAD jako první autoprotilátky je časté s mediánem věku 4,04. Je poměrně vzácné vidět IA-2 jako primární autoprotilátku, průměrný věk 3,03. Je zajímavé, že sekundární autoprotilátky kopírují různé vzorce, aby maskovaly primární autoprotilátky, pokud jsou obě přítomny. Pokud je primární autoprotilátkou IAA, tak se vzápětí objeví GAD, kulminuje ve věku 2 let. Sekundární IAA se obvykle vyskytuje po GAD, kde je věková distribuce v širokém rozmezí.
Není známo, zda výskyt autoprotilátek koreluje s inzulitidou v pankreatu, ale pokud ano, kombinace autoprotilátek je otázkou.

## Interakce
Ukázalo se, že PTPRN interaguje s SPTBN4.